# Paul Manning
Paul Manning (ur. 6 listopada 1974 w Sutton Coldfield) – brytyjski kolarz torowy, trzykrotny medalista olimpijski, trzykrotny mistrz świata.
Trzykrotnie występował w igrzyskach olimpijskich (2000, 2004, 2008) w konkurencji drużynowego wyścigu na dochodzenie na dystansie 4000 m. W 2000 w Sydney zdobył brązowy, cztery lata później w Atenach, natomiast w Pekinie (2008) osiągnął największy sukces, zdobywając razem z Geraintem Thomasem, Bradleyem Wigginsem i Edem Clancy'em złoty medal.
Wielokrotny medalista mistrzostw świata, trzykrotnie (2005, 2007, 2008) zdobył złoty medal w drużynowym wyścigu na dochodzenie.
Jest wielokrotnym mistrzem Wielkiej Brytanii.